# 四六のガマ
四六のガマ（しろくのガマ）とは、前足が4本指、後足が6本指のニホンヒキガエル（ガマ）のことである。

## 概略
ニホンヒキガエルも基本的には前足後足ともに5本指だが、前足の第一指（親指）にあたるものは、痕跡的な骨があるだけでパッと見は4本に見える。また後足では、第一指のそばに番外指と呼ばれるこれも内部に骨のある瘤（こぶ）があるので、6本指に見える。
有名な筑波のガマの油売りのなかで、このガマの持つ特徴をあたかも筑波山に生息するガマだけのものかのように言ったもので、筑波山麓永井村の兵助というものが江戸に出て販売した処、その売り口上が人気を呼びそれを題材にしたガマ口上という舞台芸能が誕生した。やがて民俗娯楽芸能となって伝承。現在は民俗文化芸能として保存会も結成されている。落語の題材にもなっている。
ガマの油の効能としては大坂の陣の際に筑波山大御堂の光誉上人（こうよしょうにん）が徳川氏方に従軍し、ガマ成分・山野草成分・植物油脂を練った皮膚剤を戦場で活用し大評判となったという逸話がある。
コンピュータRPGの『Sa・Ga2 秘宝伝説』及びリメイク版『サガ2秘宝伝説 GODDESS OF DESTINY』、『サガ3時空の覇者 Shadow or Light』にはカエル系モンスターとして登場している。